# Barnim X van Pommeren
Barnim X (Wolgast, 15 februari 1549 – Stettin, 1 september 1603) was van 1600 tot zijn dood in 1603 hertog van Pommeren-Stettin. Van 1569 tot 1602 bestuurde hij de ambten Rügenwalde en Bütow als apanage. Barnim X was een zoon van hertog Filips I van Pommeren-Wolgast en Maria van Saksen. In Rügenwalde en Bütow werd hij opgevolgd door Casimir VI en in Stettin door Bogislaw XIII.

## Biografie
Barnim X kreeg net als zijn broers een protestantse en humanistische opvoeding. Als vierde overlevende zoon had hij echter geen uitzicht op de regering in een eigen hertogdom. Zijn vader overleed in 1560, waarna de regering in Pommeren-Wolgast werd overgenomen door een regentschapsraad. Vanaf 1563 studeerde Barnim samen met zijn broer Ernst Lodewijk aan de Universiteit van Wittenberg.
In 1569 trad zijn oudoom Barnim IX af als hertog van Pommeren-Stettin. Heel Pommeren viel hierdoor aan de zoons van Filips I. In het Verdrag van Jasenitz verdeelden de broers het gebied onder elkaar. Barnim X maakte geen aanspraak op de regering van een landsdeel. Om in zijn inkomsten te voorzien kreeg hij als apanage de ambten Rügenwalde en Bütow in het hertogdom Pommeren-Stettin toegewezen. Hij koos het kasteel van Rügenwalde uit als woonplaats. Het kasteel was een eeuw daarvoor voor het laatst bewoond door koning Erik van Pommeren. Barnim was spaarzaam bij het bestuur van zijn landgoederen.
Zijn oudere broer Johan Frederik overleed in 1600, en volgens de bepaling uit in Verdrag van Jasenitz zou Barnim hem opvolgen. Johan Frederik had een torenhoge schuldenlast opgebouwd om zijn vorstelijke levensstijl te bekostigen. Barnim legde zich tijdens zijn regering toe op het op orde brengen van de hertogelijke financiën. Toch lukte het hem niet om alle schulden af te betalen. In 1602 trad Barnim zijn apanage af aan zijn jongere broer Casimir VI. Toen Barnim in 1603 naar Rügenwalde reisde om hem te bezoeken werd hij ziek. Hij overleed op 1 september, kort na zijn terugkomst in Stettin. Voor zijn dood noemde hij zijn regeringsovername als oorzaak van zijn slechte gezondheid. Barnim werd bijgezet in de Slotkerk van Stettin.

## Huwelijk
Johan Frederik trouwde op 8 oktober 1581 met Anna Maria van Brandenburg, een dochter van keurvorst Johan George van Brandenburg. Hun huwelijk bleef kinderloos.